# Vasconcelos
Vasconcelos är en del av en befolkad plats i Mexiko.   Den ligger i kommunen Jesús Carranza och delstaten Veracruz, i den sydöstra delen av landet, 500 km öster om huvudstaden Mexico City. Vasconcelos ligger 12 meter över havet och antalet invånare är 252.
Terrängen runt Vasconcelos är platt. Runt Vasconcelos är det ganska glesbefolkat, med 29 invånare per kvadratkilometer. Närmaste större samhälle är Venustiano Carranza, 10,0 km norr om Vasconcelos. Trakten runt Vasconcelos består till största delen av jordbruksmark.